# المدرسة المغربية (تونس)
المدرسة المغربية : هي إحدى مدارس مدينة تونس، ويعود تأسيسها إلى  العهد الحفصي. 

## موقعها
تقع المدرسة المغربية بنهج تربة الباي عدد 44، أي بنفس المنطقة التي يوجد بها عدد آخر من المدارس المماثلة من بينها مدرسة الجامع الجديد بنهج الصباغين والمدرستان الحسينية الكبرى والحسينية الصغرى بنهج الصوردو الذي يتفرع عن نهج تربة الباي، والمدرسة الحبيبية الصغرى  بنهج المطيهرة، عدد 3 والمدرسة الجاسوسية بنهج باش حامبة، عدد 7. إلا أن  هذه المدارس لم تحظ بأعمال الترميم التي حظيت بها بعد الاستقلال عدة مدارس أخرى بمدينة تونس والتي تحولت لتقوم بوظائف ثقافية أو تدريبية أو أصبحت مقرات لجمعيات ثقافية ونسائية وغيرها، بينما بقيت مدارس حي تربة الباي مغلقة أو استحوذ عليها بعض الخواص. وربما يقع تلافي ذلك في المستقبل من قبل الجهات المسؤولة عن التراث الأثري والتاريخي.

## تأسيسها
يعود تأسيس المدرسة المغربية إلى العهد الحفصي، وقد تكون من تأسيس أبي عبد الله محمد المغربي المتوفى عام 689 هـ/ 1290 م ، وقد تكون حينئذ تأسست قبل عام 1290. وقد عرفها العلامة عبد الرحمن بن خلدون  صغيرا إذ أنه ولد في نفس هذا الحي، بنهج تربة الباي عدد 33 (انظر الصورة المرافقة)، ودرس في مسجد القبة الذي يقع بنفس النهج (انظر الصورة المرافقة) ومن المدارس التي درس بها بعد ذلك المدرسة المغربية بالإضافة إلى المدرسة المرجانية ب12 زنقة بكار والمدرسة الشماعية   ب4 زنقة الشماعية ، وجميعها تأسست في العهد الحفصي. ومثلها مثل بقية المدارس الأخرى فقد تحولت وظيفة هذه المدرسة من تعليم الطلبة الذين كانوا يقطنون بها إلى الاقتصار على إسكانهم بعد أن ارتحلت الوظيفة التعليمية إلى جامع الزيتونة.

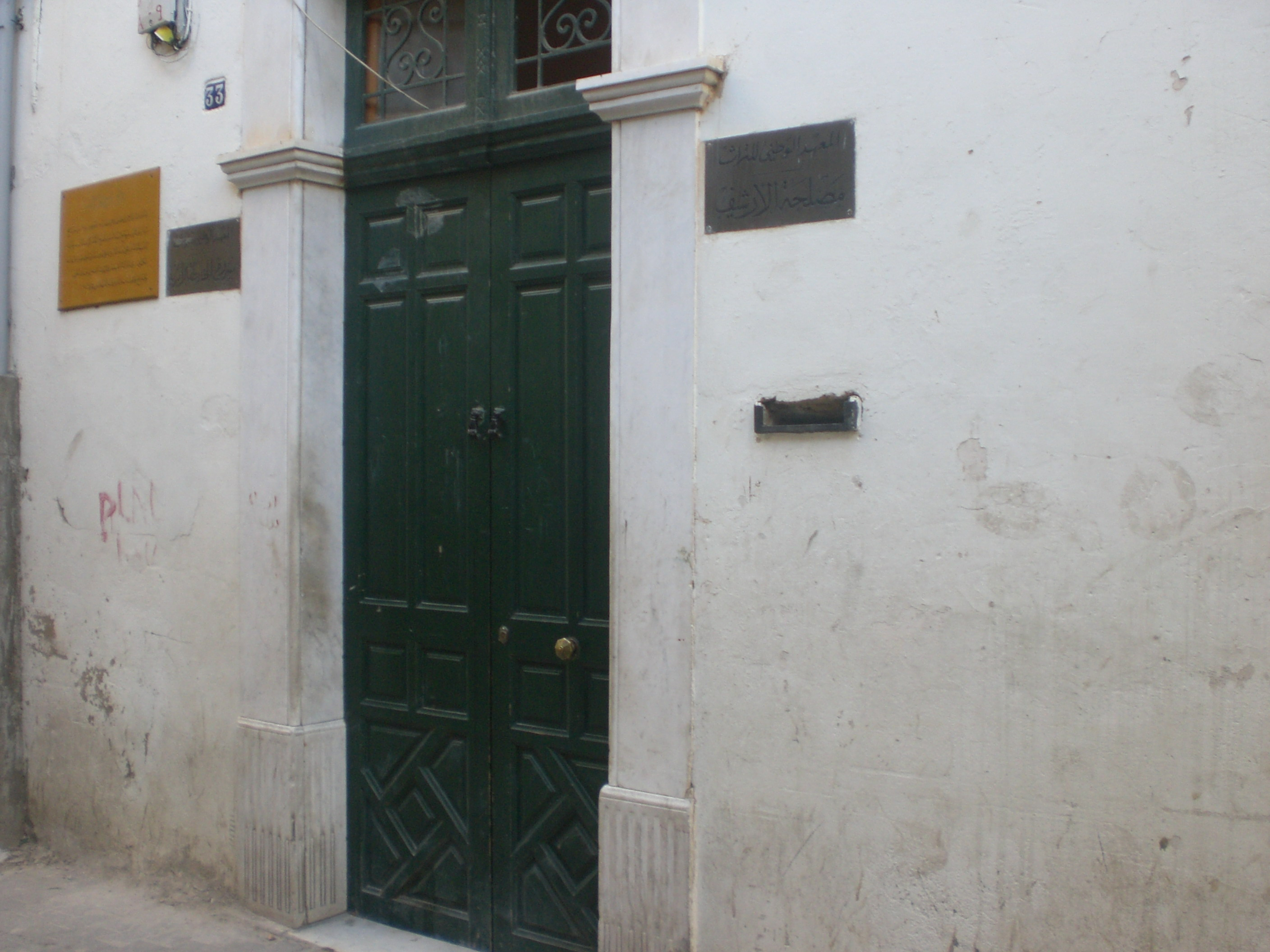
المسكن الذي ولد فيه ابن خلدون

## وصفها
تحتوي المدرسة المغربية على اثنتي عشرة غرفة، إلا أنه كان يقطن بها عام 1930 32 طالبا زيتونيا أي ما يفوق عن الطالبين بالغرفة الواحدة.

## إشارات مرجعية
1. ↑  حسين خوجة، ذيل بشائر أهل الإيمان بفتوحات آل عثمان، تحقيق وتقديم الطاهر المعموري، تونس 1975، ص 47
2. 1 2  مدارس نسخة محفوظة 04 أبريل 2016 على موقع واي باك مشين.
3. ↑  الأرشيف الوطني التونسي، السلسلة د، الملف 36، الملف1، قائمة مدارس سكنى الطلبة الزيتونيين بتاريخ 25 فيفري 1930